# Sandnessjøen
Sandnessjøen és una ciutat i centre administratiu del municipi d'Alstahaug, comtat de Nordland, Noruega. L'estatus de ciutat li fou concedida el 1788. Està situada a l'illa d'Alsta, just a l'oest de la serralada de les Set Germanes (De syv søstre). Amb 4,0 quilòmetres quadrats, la ciutat tenia un cens de població de 5.930 habitants el 2013 i una densitat de 1.548 habitants per quilòmetre quadrat. Compta amb un aeroport i un port d'escala amb Hurtigruten.